# 迪亞高·科蘭
迪亞高·科蘭·哥拉素（西班牙語：Diego Forlán Corazo；1979年5月19日—），生於烏拉圭蒙特維多，烏拉圭前足球運動員，司職前鋒，曾效力香港超級聯賽球會傑志，獲得聯賽冠軍。2018年5月科蘭離開傑志後，長達一年多沒有在其他球會踢球，於是他在2019年8月7日對外宣布退役，結束職業球員生涯，重新出發轉戰網球界。
18歲時在阿根廷勁旅獨立隊出道，並在80場聯賽進37球的超高效率，令他迅即獲歐洲豪門垂青，到2002年被費格遜帶到英超班霸曼聯，然而由於同位置的范尼斯特魯伊表現更為亮眼而未能獲得穩定先發機會，至2004年轉戰西甲球會維拉利爾才真正在歐洲賽場有所表現，首季即以25球奪得西甲神射手，兼與亨利共同獲得2005年歐洲金靴獎，2007年轉會馬德里體育會踏上足球生涯巔峰，並在2009年再度奪得歐洲金靴獎，更在2010年帶領馬體會奪得歐霸盃冠軍，而他同時當選決賽的最佳球員。
他在烏拉圭國家隊的成就比起球會更為優秀，上陣112場進36球均排在烏拉圭隊史上第3位，更於2010年的世界杯協助烏拉圭晉身四強，雖然烏拉圭僅得殿軍，但已經是烏拉圭足球歷史上近40年最佳成績，並獲國際足總評選為該次世界杯最佳球員；再於2011年帶領烏拉圭奪得美洲國家盃冠軍。

## 早年生活
科蘭生於烏拉圭蒙特維多，在童年時，雖然本應有機會成為大有可為的網球運動員，但因其姐姐於17歲時曾經遇上嚴重交通意外，而當時由於他的前烏拉圭國家隊成員父親柏保路科蘭與球王馬勒當拿有一定交情，使馬勒當拿在醫藥費幫助科蘭一家，而自此科蘭以馬勒當拿為偶像希望能有其成就以照顧家人，決定跟隨家族的傳統專注在足球上。

## 球會生涯

### 獨立隊
直到18歲時，科蘭在阿根廷勁旅獨立隊出道，並在80場聯賽錄得37球的超高效率，令他迅即獲歐洲豪門垂青，當時班霸曼聯教練費格遜的兄弟奉命到阿根廷進行球探任務，主要是查探阿根廷新星迪阿歷辛度的情況，但他們卻因科蘭在賽事中，運用純熟雙腳及爆炸性射門，而意外發現他，並多番派專員到當地觀察科蘭比賽。
同時，科蘭被英格蘭的小報廣泛報導，而這時米杜士堡的總幹事直飛往南美商討其轉會事宜，到達成協議後以690萬英鎊轉會費，並以超過18次分期付款加盟，但在最後一分鐘，曼聯的代表向獨立隊提出一筆過支付的690萬英鎊轉會費，及更向科蘭提出比米杜士堡更為豐厚的薪金，而他抵達英格蘭後，與曼聯代表談判四個小時後，就宣佈和曼聯簽約。

### 曼聯
到2002年1月科蘭以690萬英鎊轉會至英超班霸球會曼聯，並在2002年1月29日對保頓的聯賽，首度為曼聯登場，可是他首季上陣18場賽事都無法取得進球，直到8個月和27場比賽後，科蘭在8月18日對海法馬卡比的歐洲聯賽冠軍盃，憑十二碼取得加盟後首個入球。
雖然科蘭非常享受偶有的華麗進球，但是他在曼聯的大部分日子都令他感到鬱悶，不過他在曼聯卻有扮演取得關鍵進球的角色，例如在2002/03賽季主場對阿士東維拉中，取得最後時刻的追平入球，還有對車路士時在最後一分鐘的致勝入球，而他在晏菲路球場梅開二度，使曼聯作客以2–1擊敗勁敵利物浦，使他幾乎成為球會的英雄。
但是這兩個進球之所以造成，多半是因為對方守門員杜迪克在禁區離譜的失誤幫忙，甚至有部分曼聯球迷認為那兩個進球有乘人之危之嫌，因而感到可恥，同時科蘭在利物浦球迷心中留下臭名。
而雖然科蘭在英超的日子多數擔任後備，但他仍然協助曼聯奪得1屆英超及1屆足總盃冠軍，而他上陣95場錄得17球的紀錄，相較於隊友雲尼斯達萊於136場錄得110球可謂遜色許多，也因為如此不突出的表現，而許多人都預測2004/05賽季朗尼的到來，同時象徵著科蘭離開曼聯的日子將至。

### 維拉利爾
科蘭於2004年8月21日轉會至西甲球會維拉利爾，並在8月30日作客對華倫西亞的聯賽，在77分鐘取得加盟後的首個入球，協助維拉利爾以2–1勝出，而他的第二個入球就在10月3日主場以2–0擊敗薩拉戈薩，隨後在1–1賽和馬拉加中扳平比數，和主場以4–0擊敗紐文西亞的最後一球。
在2004年12月和2005年1月16日期間，科蘭在五場西甲賽事錄得7個進球，其中包括1月9日在主場以3–0擊敗班霸巴塞隆拿時梅開二度，到2005年5月22日他錄得其首個歐洲球會的帽子戲法，協助維拉利爾以3–3作客賽和聯賽冠軍巴塞隆拿。
到一周後他在4–1大勝同市對手利雲特的賽事，協助維拉利爾以賽季第三名作為結束，其後他更隨球會歷史性首度參與歐洲冠軍聯賽，並錄得兩個進球，在2004/05賽季，科蘭以25球榮獲西甲金靴獎，同時與阿仙奴前鋒亨利，共同獲得2005年歐洲金靴獎。
可是他在2005/06賽季他因為維拉利爾經歷幾次變化後入球率下降，但都帶領球會晉身歐冠盃四強，可惜結果被阿仙奴淘汰出局，而他在2006/07賽季於36場錄得19球結束賽季。

### 馬德里體育會

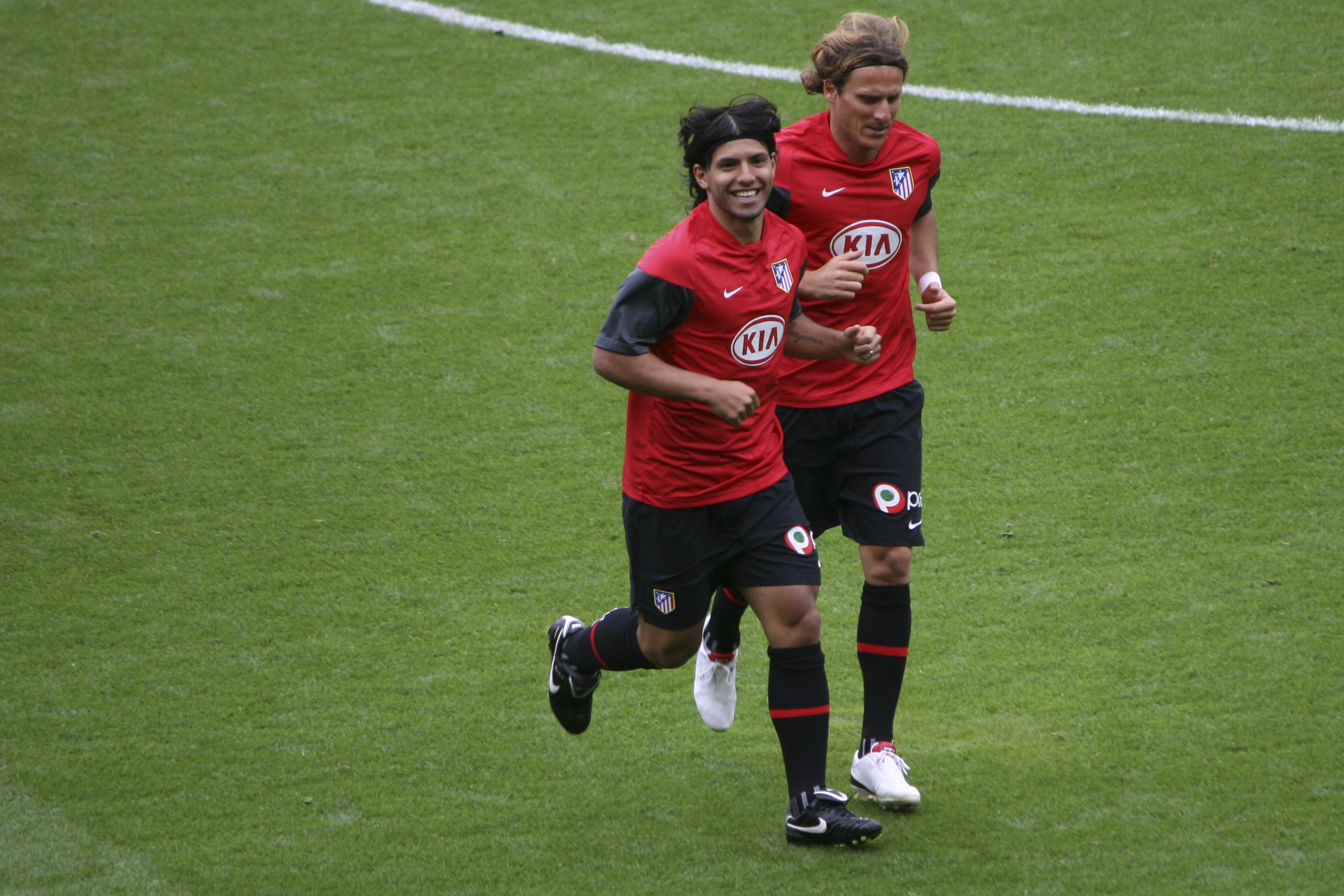
科蘭在馬體會效力時期與阿古路組成的前鋒搭檔被認為是當時西甲最強鋒線組合之一

科蘭在2007年7月由維拉利爾以2100萬歐元轉會費，轉會到馬德里體育會，以取代將要離隊的馬體會隊長費蘭度托利斯，而他在馬體會達到了足球生涯巔峰，與阿古路和費蘭度托利斯及法爾考以及迪亞高哥斯達等頂級前鋒，組成馬體會的神鋒系列。
而他與阿古路組成的前鋒搭檔，被認為是當時西甲最強的鋒線組合之一，並於2008/09賽季以32球再度成為西甲神射手和再奪得歐洲金靴獎，到2009年9月10日科蘭同意與馬德里體育會續約四年，並獲委任為馬體會的副隊長。
到2010年5月12日，他在歐霸盃決賽加時梅開二度，以2–1擊敗富咸，帶領球會奪得首屆歐霸盃冠軍，而他更當選決賽的最佳球員，然而他2010/11賽季遭遇進球荒後，與當時的馬體會教練科利斯沒有被重用，儘管新賽季文沙奴接手馬體會，但科蘭還是選擇離開。

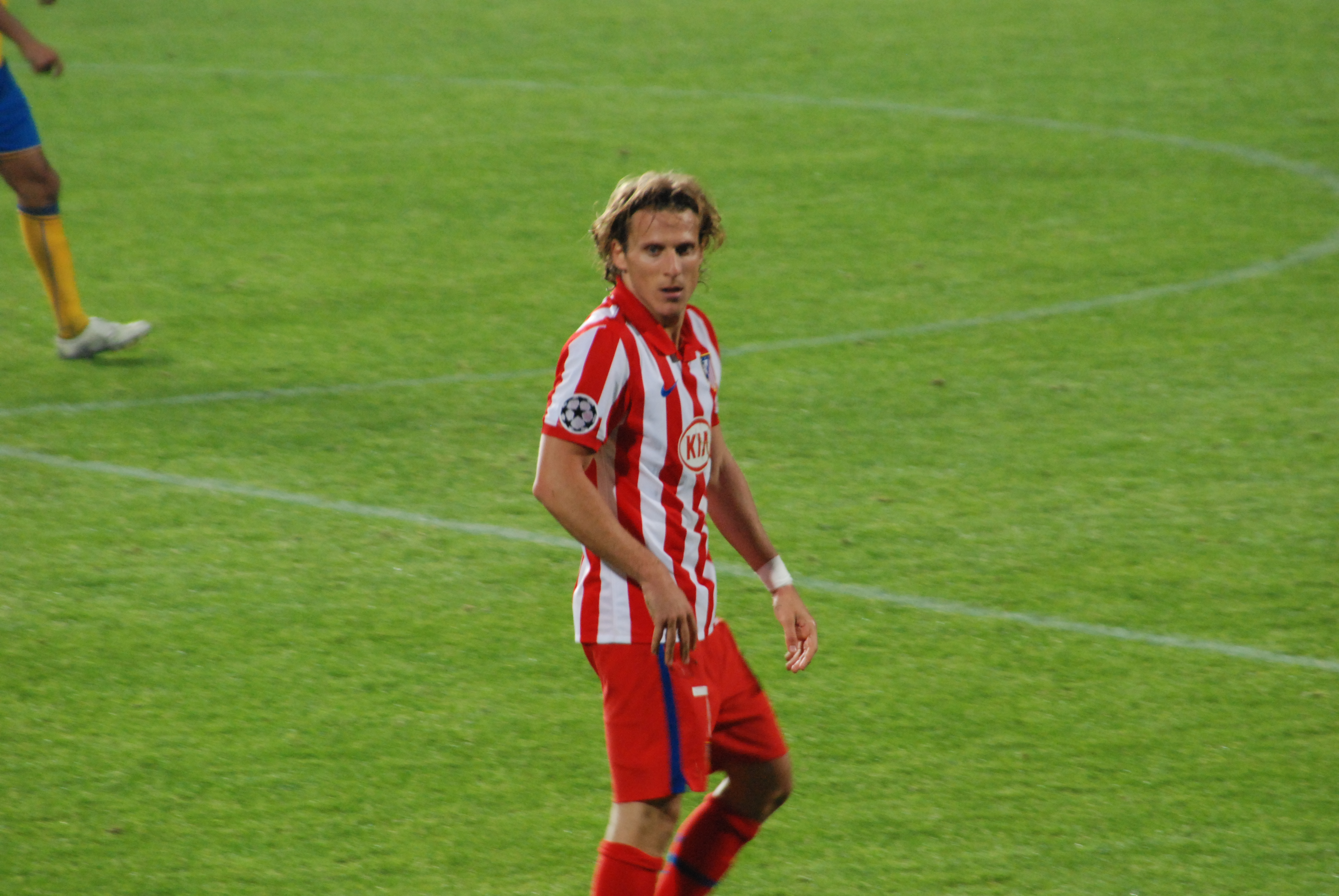
科蘭在2010年5月12日的歐霸盃決賽梅開二度協助馬體會加時以2–1擊敗富咸奪得冠軍

### 國際米蘭
科蘭在2011年8月31日由馬德里體育會，以500萬歐元轉會到國際米蘭，並簽約兩年以取代離隊的伊度奧，並在9月11日巴勒莫的首輪聯賽，取得加盟後的首個入球，協助球會以4–3勝出，而他在2012年3月4日以2–2賽和卡坦尼亞的首輪聯賽，取得加盟後的第二球，可是他在聯賽上陣場只錄得2球。

### 大阪櫻花
科蘭在2014年1月22日，與日職球會大阪櫻花簽訂18個月的球員合約，而他在以1–1賽和浦項制鐵的亞冠盃分組賽，首度為大阪櫻花登場，其後在以0–1不敵衛冕冠軍廣島三箭的聯賽，首度在日職亮相。
4月23日，對泰國球會武里南聯的亞冠盃分組賽，取得加盟後的首個入球，協助球會以4–0勝出，5月12日，對大阪飛腳的打吡戰中梅開二度，可是他在日職首季上陣26場只錄得7球，無法助球隊護級成功，結果大阪櫻花排聯賽榜尾二，降級到乙組聯賽。
不過他都協助大阪櫻花在亞冠盃分組賽，對中超球會山東魯能的關鍵賽事中，取得關鍵入球，協助大阪櫻花晉身亞冠盃16強，可是結果被中超球會廣州恆大以兩回合2–5淘汰出局。
而隨着球會降班，科蘭的上陣機會減少，在對東京綠茵的聯賽錄得首個日乙入球，其後他於2015年4月29日，對京都不死鳥的聯賽錄得帽子戲法，協助球會以3–0勝出，結果他在日乙上陣16場錄得10球，到季尾不獲大阪櫻花續約。

### 彭拿路
到2015年夏季，科蘭拒絕香港和美國球會的邀請，於7月10日回歸母會與烏超聯球會彭拿路，簽訂18個月的球員合約。
並在8月9日加盟後首場對蒙特維多流浪的聯賽，即取得回歸後的首個入球，協助彭拿路以2–0勝出。
而他更在2016年2月23日以5–1擊敗迪芬沙士砵亭的聯賽，錄得在母會彭拿路的首個帽子戲法，還交出兩個助攻，總結他加盟後首季上陣31場錄得8球，協助彭拿路奪得烏拉圭甲組聯賽冠軍。

### 孟買城
直到2016年6月14日的新聞發布會上，科蘭宣佈離開彭拿路，到8月科蘭重返亞洲與印超聯球會孟買城，簽下鉅額為期4個月的短期合約，並在11月20日對喀拉拉爆破手的賽事，再度大演帽子戲法，協助孟買城大勝對手5–0，總結他加盟後上陣12場錄得貢獻3助攻，直至2017年1月離隊。

### 傑志

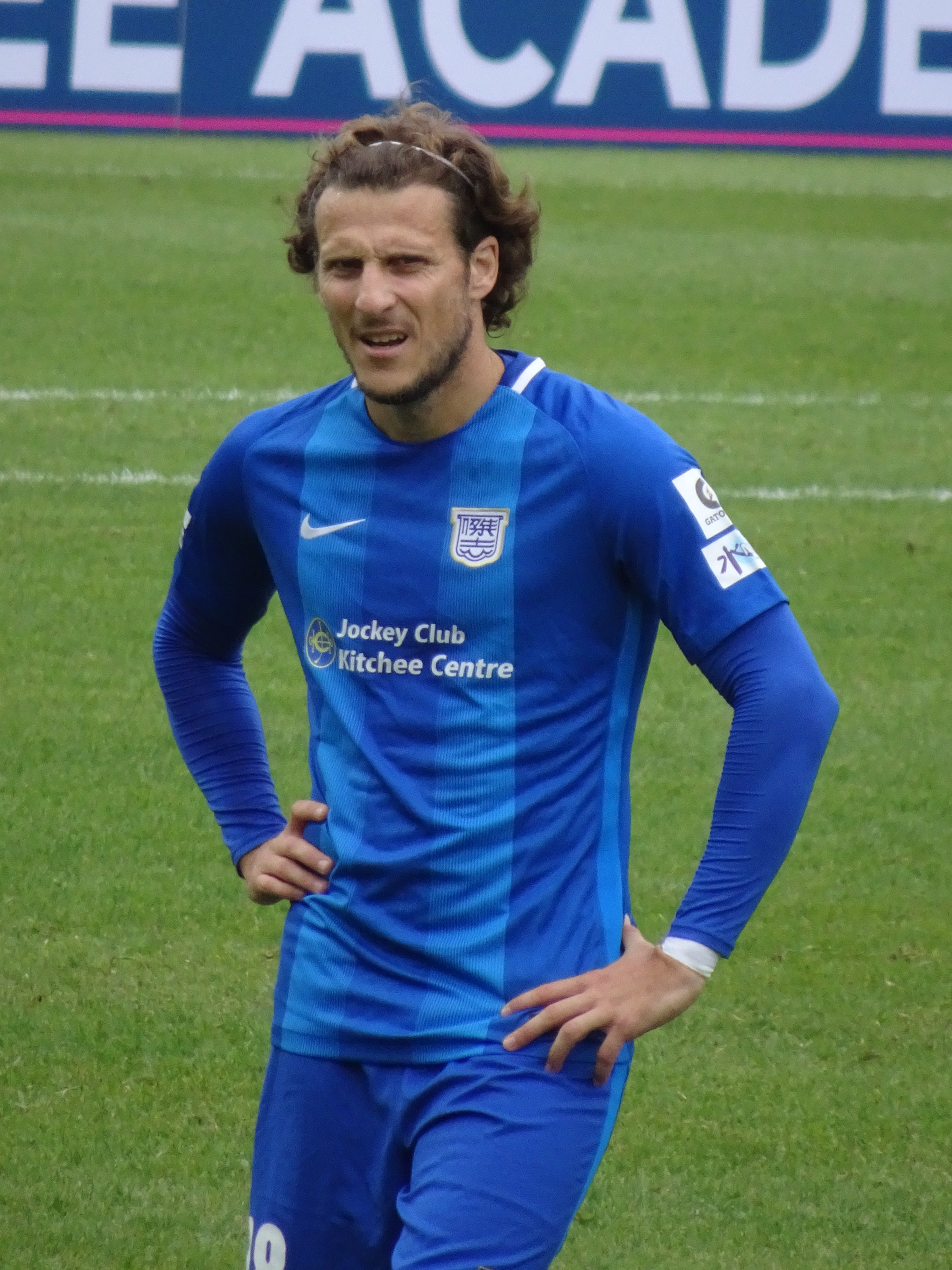
效力傑志時的科蘭

離隊後，科蘭雖然一直有球會邀請他加盟，但他顧慮到第二個兒子即將出生，故決定暫時留在烏拉圭，而港超聯冠軍球會傑志在2017年12月初開始斟介科蘭，由12月22日正式開始與科蘭的經理人與及其代表律師商討細節，直到2018年1月4日為止，同時科蘭衡慮各方面和有前孟買城隊友，兼現時傑志球員華杜斯推薦下，促成加盟。
直到2018年1月4日傑志宣佈科蘭正式簽約加盟，並獲傑志列入出戰亞冠盃分組賽的四名註冊外援名單，而科蘭獲外借至理文效力傑志長達8年的佐迪，讓出其所擁有達8年，兼科蘭球員生涯初出道效力阿根廷勁旅獨立隊時所穿着的18號球衣。
加盟後，科蘭在1月13月隨傑志參與首課操練，並在1月14日對冠忠南區的聯賽，在87分鐘後備入替費蘭度，首度為傑志上陣，結果協助傑志以2–2賽和對手，1月18日，對東方龍獅的聯賽，首度為傑志正選登場，並在38分鐘即為隊友華杜斯，錄得加盟後的首個助攻，直至54分鐘被換出，結果協助傑志以8–1勝出，1月28日，對標準流浪的加盟後第三場聯賽，在38分鐘在禁區頂主射罰球彎過人牆破網，錄得加盟後的首個入球，再在61分鐘梅開二度，結果他在首度為傑志踢足全場下，協助傑志以7–0勝出，在2月3日，對理文的加盟後第四聯賽，憑兩個罰球和一個撞射，錄得加盟後的首個帽子戲法，結果協助傑志以5–1勝出。
2018年5月科蘭離開傑志後，再沒有踢過其他球會，並在2019年8月7日宣布退役，終止職業球員生涯。

## 國際賽生涯

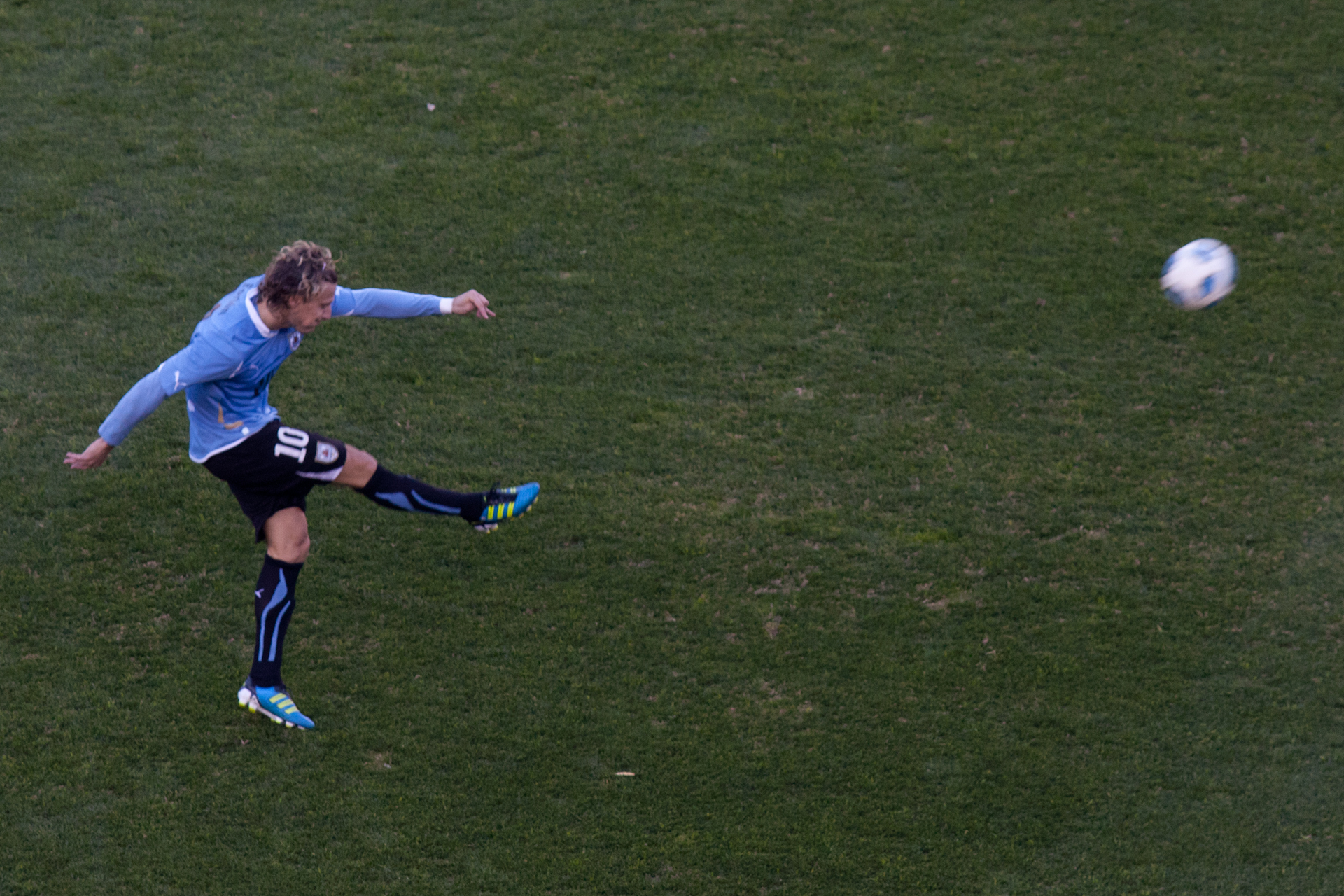
佛蘭於2011年美洲國家盃決賽梅開二度協助烏拉圭結果以3–0擊敗巴拉圭奪得冠軍

佛蘭於2002年首度獲烏拉圭國家隊徵召，出戰2002年世界盃並射進一球長射，而他在美洲國家盃半決賽對巴西國家隊的賽事中，以凌空抽射取得追平分，可惜在他隨後射失十二碼，結果烏拉圭以4–5不敵巴西。
而自美洲國家盃後，佛蘭已經成為烏拉圭國家隊的主力，還在2008年6月17日對秘魯國家隊的2010世界杯資格賽中演出帽子戲法。
而佛蘭於2010年世界盃表現出色，協助烏拉圭晉身四強，雖然結果烏拉圭僅得殿軍，但已為烏拉圭足球歷史上近40年最佳成績，同時科蘭於7場賽事中共射進5球，與托瑪斯·穆勒和大衛·比利亞及衛斯理·斯奈德，並列當屆入球最多球員，最後佛蘭因助攻數目敗於德國國家隊的托瑪斯·穆勒，未能成為賽事金靴。另外，他也是繼1990年的賽事銀球獎得主馬特烏斯後，第一個能在單屆世界杯中從禁區外射進3球的重砲手(另對南非射進一顆12碼罰球；以及在季軍賽對陣德國時，在禁區線內也僅有一步的長距離，接應隊友一個稍微偏高的傳球時，不停球直接起腳射進一顆後來被評為該屆賽事最佳進球的巧妙反彈球)。由於他光芒四射的表現，被國際足協評選為最佳球員即世界盃金球獎。
隨後佛蘭繼續參加阿根廷主辦的2011年美洲國家盃並協助烏拉圭以平穩表現晉身決賽，雖然他在前5場賽事並沒有進球，但他在決賽貢獻2個進球，最終以3–0擊敗巴拉圭國家隊，歷史性第15次獲得美洲國家盃冠軍，壓倒賽前同樣奪冠14次的阿根廷國家隊。
直到2015年3月12日，佛蘭在日本召開的新聞發布會上，宣布正式退出烏拉圭國家隊，到2017年12月於世界盃決賽周抽籤儀式，以烏拉圭足球象徵身份擔任嘉賓。

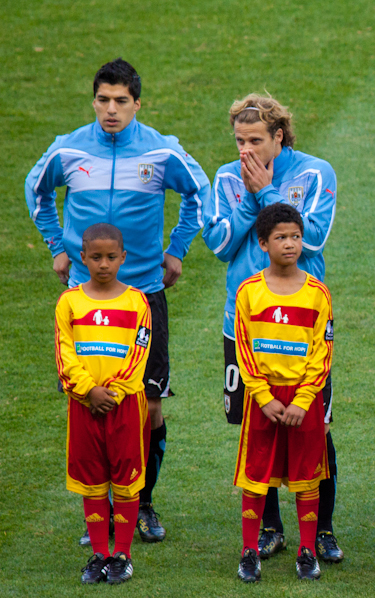
佛蘭 (右) 與蘇亞雷斯一同出戰2010年世界盃

## 網球生涯
2023年7月，弗兰開始参加国际网球联合会的賽事。2024年6月，弗兰在秘鲁利马举行的ITF MT1000 45+年齡段賽事中打入四分之一决赛。
他還获得ATP挑戰賽赛事2024年乌拉圭公开赛双打赛的外卡資格，不過他和柯瑞亞在11月11日的第一轮比賽中就被击败。

## 家庭生活
科蘭的父親，巴勃羅．佛蘭是參加1966年世界盃和1974年世界盃的烏拉圭國家隊的成員，曾效力聖保羅及彭拿路，此外他的外祖父胡安．卡洛斯．科拉佐，是在30年代效力于獨立隊的中場球星，科拉佐更為人所知的是他曾經作為總教練帶領烏拉圭贏得1959和1967兩次美洲盃（巴勃羅在1967年也是陣中球員）。迪亞哥和巴勃羅，以及來自法國的德約卡夫父子檔，是第一組父子分別在世界盃對陣過的組合（父：1966小組賽A組、子：2002小組賽A組）。
科蘭姐姐Alejandra在1991年因交通意外而癱瘓後，科蘭以其中一個創辦人身份成立非謀利組織Alejandra Forlan Foundation，主要是在各方面幫助有不同缺憾的人，而當年阿根廷球王馬勒當拿亦號召一些球員為此進行慈善賽籌款。
科蘭在2011曾與阿根廷女模，兼於2010年獲英國男士雜誌評為全球100位最性感女性的Zaira Nara發展，還曾經訂婚，不過最終分手收場。到2012年，還在大學讀醫科的現任妻子Paz Cardoso與科蘭開始拍拖，而當科蘭轉會至巴西的國際體育會後，Paz仍願意跟隨科蘭到巴西生活和繼續讀書，直到2013年宣佈結婚，現時育有兩個兒子。Paz Cardoso與科蘭同樣是體育健將，在她讀書時便是學校曲棍球代表隊成員。

## 榮譽

### 球會
曼聯
- 英格蘭超級聯賽冠軍（2002–03季度）
- 英格蘭足總盃冠軍（2003–04季度）
- 英格蘭社區盾冠軍（2003年）

維拉利爾
- 歐洲足協圖圖盃冠軍（2004年）

馬德里體育會
- 歐霸盃冠軍（2009–10季度）
- 歐洲超級盃冠軍（2010年）

國際體育會
- 巴西高卓州聯賽冠軍（英语：2013 Campeonato Gaúcho）（2013年）

彭拿路
- 烏拉圭超級聯賽冠軍（2015–16季度）

傑志
- 香港超級聯賽冠軍（2017–18季度）
- 香港足總杯（2017–18季度）
- 菁英盃（2017–18季度）

### 國際賽
烏拉圭
- 美洲國家盃冠軍（2011年）
- 世界盃殿軍（2010年）
- 洲際國家盃殿軍（2013年）

### 個人
- 西甲最佳球員（英语：Pichichi Trophy）（2004–05、2008–09季度）
- 歐洲金靴獎（2004–05、2008–09季度）
- 西甲最佳拉丁美洲球員（英语：Trofeo EFE）（2004–05季度）
- 歐霸盃 決賽最佳球員（2009–10季度）
- 世界盃金球獎（2010年）
- 世界盃 最佳十一人（2010年）
- 世界盃 最佳入球（2010年）
- 巴西高卓州聯賽（英语：2013 Campeonato Gaúcho） 神射手（2013年）

## 外部連結
- 科蘭的資料庫 （页面存档备份，存于）
- Portrait at Soccernet （页面存档备份，存于）
- 馬德里體育會官方 科蘭檔案